# ТЕЦ Gulf KP 1, 2
14°23′8″ пн. ш. 100°54′33″ сх. д. / 14.38556° пн. ш. 100.90917° сх. д.
ТЕЦ Gulf KP 1, 2 — теплоелектроцентраль, яка споруджена у тайській провінції Сарабурі (на північний схід від столиці країни Бангкоку).
У 2013 році на майданчику станції стали до ладу два парогазові блоки комбінованого циклу номінальною потужністю по 114 МВт, у кожному з яких дві газові турбіни потужністю по 47 МВт живлять через відповідну кількість котлів-утилізаторів одну парову турбіну. Окрім виробництва електроенергії кожен блок продукує 22 тони технологічного пару на годину для потреб сусідніх промислових підприємств.
Станція отримала довгостроковий контракт на викуп 180 МВт потужності державною електроенергетичною компанією Electric Generating Authority of Thailand (EGAT).
Як паливо станція використовує природний газ. Спершу він надходив у провінцію Сарабурі по трубопроводу Вангной – Каенгкой, а з 2015-го по Четвертому трубопроводу.
Видача продукції відбувається по ЛЕП, що працює під напругою 115 кВ.
Проект реалізували через Gulf JP KP1 Company Limited та Gulf JP KP2 Company Limited, які належить японській Electric Power Development (також відома як J-POWER) та Gulf Energy Development Public Company (найбільший тайський приватний інвестор у електроенергетику). Первісно їх частки розподілялись як 90 % на 10 %, проте з 2016-го Gulf Energy Development збільшила свою участь до 40 %.